# Vorbau (Bergbau)
Als Vorbau bezeichnet man im Bergbau die Form der Abbauführung, bei der der Abbau in die Richtung der Abbaugrenze der jeweiligen Bauhöhe geführt wird. Der Vorbau wird auch als Feldwärtsbau bezeichnet. Im deutschen Steinkohlenbergbau ist der Vorbau die am meisten verwendete Form der Abbauführung.

## Voraussetzung, Durchführung und Verwendung
Beim Vorbau werden die Abbaustrecken gleichzeitig mit dem Abbau zu Felde geführt. Hierbei gibt es zwei Varianten. Die Abbaustrecken können entweder als vorgesetzte oder als nachgeführte Strecken vorgetrieben werden. Bei den vorgesetzten Strecken kann der Abstand z. B. beim Strebbau zwischen dem Streb und der Ortsbrust der vorgesetzten Strecke 50 Meter und darüber betragen. Der Mindestabstand liegt bei etwa fünf Metern. Diese Mindestlänge ist erforderlich, damit die Antriebsstation des Panzerförderers noch genügend Platz hat. Bei den nachgeführten Strecken eilt die Abbaufront der Abbaustrecke voraus, der restliche erforderliche Streckenquerschnitt wird im Nachhinein erstellt. Beim Vorbau fließt der Förderstrom entgegengesetzt zur Abbaurichtung. Der Wetterstrom fließt zum Ausgangspunkt der Bauhöhe zurück. Verwendet wird der Vorbau bei Abbauverfahren mit langfrontartiger Bauweise wie z. B. dem Strebbau. Allerdings kann man hierbei den Abbau auch im Rückbau führen. Bei der kammerartigen und der stoßartigen Bauweise wird der Vorbau ebenfalls angewendet.

## Grenzen, Vor- und Nachteile
Beim Vorbau muss der Streckenvortrieb mit dem Abbaufortschritt mithalten können. Allerdings lassen sich die erforderlichen Strecken nicht vollmechanisch auffahren. Anders als beim Rückbau, hat beim Vorbau die Beschaffenheit des Nebengesteins keinen großen Einfluss. Da die Auffahrung der Abbaustrecken fast zeitgleich zusammen mit dem Abbau erfolgt, kann sich auch der Gebirgsdruck nur später auf das Quellen der Streckensohlen auswirken. Aus diesem Grund ist der Vorbau auch bei Flözen mit Tonschiefer im Liegenden anwendbar. Vorteile bietet der Vorbau insbesondere beim Abbau geringmächtiger Flöze mit hohem Anteil an Bergematerial, da diese im alten Mann als Versatz verwendet werden können. Allerdings sind die Kosten für den laufenden Betrieb beim Vorbau höher. Dies liegt daran, dass man bei der Förderung Rücksicht auf die durch den Abbau bedingten Fördervorgänge nehmen muss. Kommt es jedoch zu einer gravierenden Verschlechterung der Lagerstätte, die eine Weiterführung der Bauhöhe unter wirtschaftlichen Gesichtspunkten erheblich verschlechtert oder unmöglich macht, so entsteht kein Verlust für bereits in die Auffahrung der Abbaustrecke investiertes Kapital.